# Tyler Labine
Pour les articles homonymes, voir Labine.
Tyler Labine, né le 29 avril 1978 à Brampton, en Ontario, est un acteur canadien.
Il est principalement connu pour son rôle du Dr Iggy Frome dans la série New Amsterdam.

## Biographie

### Enfance et formation
Il a grandi à Vancouver, en Colombie-Britannique, il a deux frères Kyle Labine et Cameron Labine eux aussi acteurs.
Il a commencé sa carrière d'acteur dans un théâtre local à l'âge de 16 ans.

### Carrière
Après quelques participations mineures dans des séries télévisées et des films, comme Robin of Locksley (1996), où il joue Petit Jean, il joue à partir de 1997 dans la série canadienne Classe Croisière (Breaker High).
Il est principalement connu pour ses rôles dans des séries télévisées, dont Invasion, Boston Justice, et Le Diable et moi.

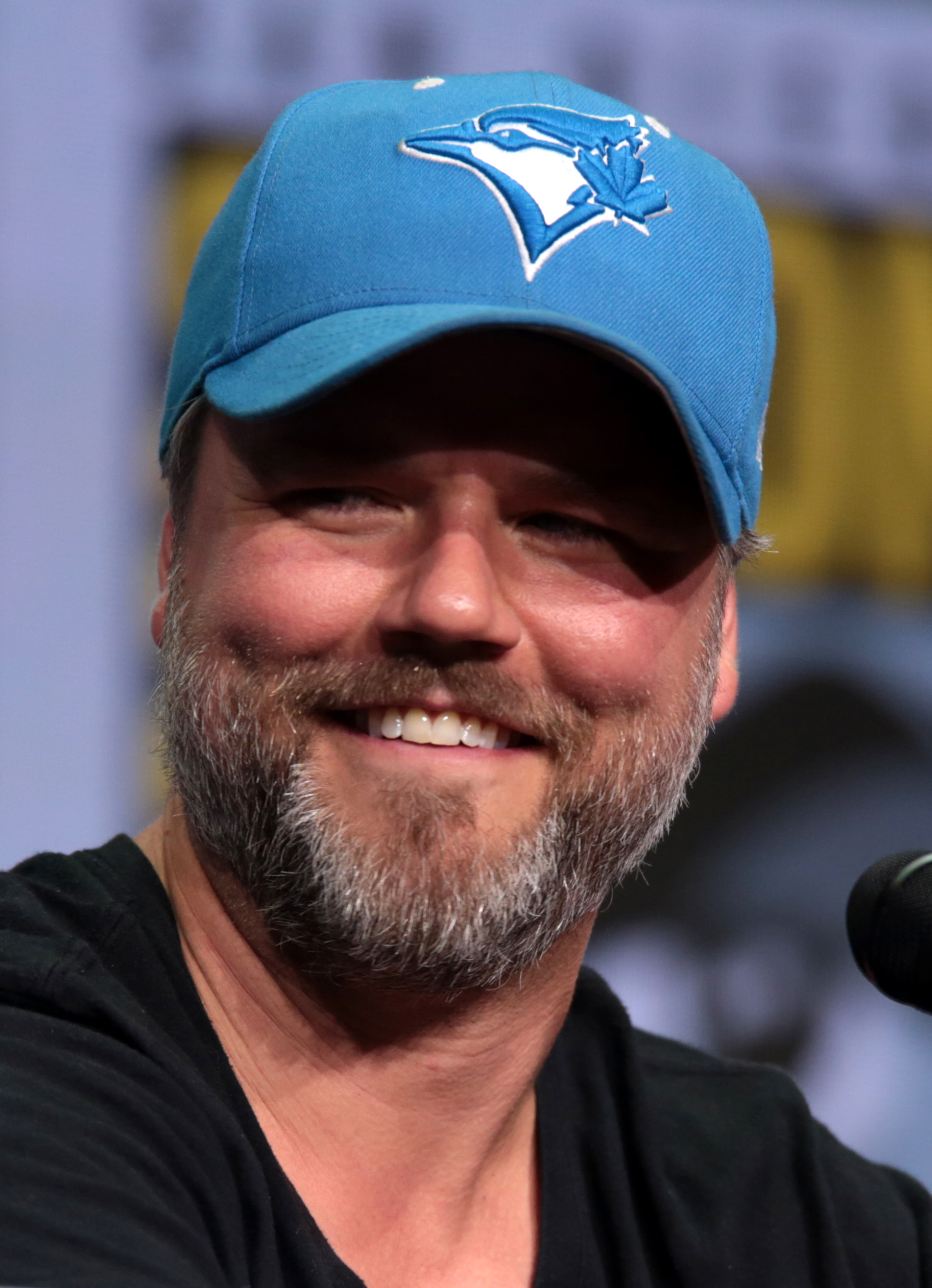
Tyler Labine au Comic-Con de San Diego en 2018.

Depuis 2018, il est à l'affiche de la nouvelle série médicale, New Amsterdam créée par David Schulner et basée sur le livre Twelve Patients d'Eric Manheimer, diffusée depuis le 25 septembre 2018 sur le réseau NBC. Il interprète le Dr Iggy FROME, chef du service psychiatrie de l'un des plus vieux hôpitaux des États-Unis aux côtés de Ryan Eggold, Janet Montgomery, Freema Agyeman, Jocko Sims et Anupam Kher.

### Vie privée
Tyler fait 1,83 m, est gaucher. Il est marié à Carrie Ruscheinsky depuis le 2 juin 2007, et a 3 enfants.

## Filmographie

### Cinéma

#### Longs métrages
- 1999 : Mr. Rice's Secret de Nicholas Kendall: Percy
- 1999 : Tail Lights Fade de Malcolm Ingram : Grower Brian
- 1999 : H-E Double Hockey Sticks de Randall Miller : Mark
- 2000 : Marine Life de Anne Wheeler : Ray
- 2000 : Here's to Life! de Arne Olsen
- 2000 : Get Carter (Get Carter) de Stephen Kay : Bud
- 2001 : Antitrust de Peter Howitt : Redmond
- 2002 : Héros solitaire (Lone Hero) de Ken Sanzel : Tim
- 2003 : Mon boss, sa fille et moi (My Boss's Daughter) de David Zucker : Spike
- 2003 : Evil Alien Conquerors de Chris Matheson : Croker
- 2004 : Pursued de Kristoffer Tabori : Wade Steiner
- 2005 : Aurora Borealis de James C.E. Burke : Finn
- 2006 : Flyboys de Tony Bill : Briggs Lowry
- 2006 : Extreme Walking de Wayne Pére : Crunk Styles
- 2008 : Zack et Miri font un porno (Zack and Miri Make a Porno) de Kevin Smith : Client qui boit
- 2008 : Control Alt Delete de Cameron Labine : Lewis
- 2009 : The Zero Sum de Raphael Assaf : Chris
- 2010 : Tucker et Dale fightent le mal (Tucker and Dale vs Evil) de Eli Craig : Dale
- 2010: Fathers & Sons de Carl Bessai : Sean
- 2011 : A Good Old Fashioned Orgy de Alex Gregory et Peter Huyck : Mike McCrudden
- 2011 : La Planète des singes : Les Origines (Rise of the Apes) de Rupert Wyatt : Franklin
- 2011 : Sisters & Brothers de Carl Bessai : Sean
- 2012 : Best Man Down de Ted Koland : Lumpy
- 2013 : Cottage Country de Peter Wellington : Todd Chipowski
- 2013 : Monstres Academy (Monsters University) de Dan Scanlon : Greek Council VP (voix)
- 2013 : Rapture-Palooza de Paul Middleditch : Shorter Wraith
- 2013 : That Burning Feeling de Jason James
- 2014 : Someone Marry Barry de Rob Pearlstein : Barry
- 2014 : Mountain Men de Cameron Labine : Toph Pollard
- 2015 : The Heyday of the Insensitive Bastards (film collectif) : Clete
- 2015 : Weepah Way for Now de Stephen Ringer : Record Executive
- 2015 : Zoom de Pedro Morelli : Bob
- 2016 : The Boss de Ben Falcone : Mike Beals
- 2016 : Funeral Day de Jon Weinberg : Chuck
- 2017 : Little Evil de Eli Craig : Karl C. Miller
- 2017 : Big Bear de Joey Kern : Nick
- 2018 : Super Troopers 2 de Jay Chandrasekhar : Christophe Bellefeuille
- 2018 : Broken Star de Dave Schwep : Daryl
- 2019 : Escape Game de Adam Robitel : Mike Nolan
- 2020 : Killing Winston Jones de Joel Moore : Doug Beaudin

#### Courts métrages
- 2002 : Canadian Zombie de Julian Clarke : Trent
- 2010 : Badass Thieves de Mike George : Max
- 2019 : It's Your Call de Jacquie Phillips : Peter Richter

### Télévision

#### Téléfilms
- 1996 : Sabrina, l'apprentie sorcière : Marc
- 1996 : Robin of Locksley : Little John
- 1996 : Generation X : Mall Rat
- 1999 : In a Class of His Own : Charles "Charlie" Zaken
- 2000 : Take Me Home: The John Denver Story :
- 2000 : By Dawn’s Early Light : Ox
- 2000 : 2ge+her : Noel Andrew Davies

#### Séries télévisées
- 1996 : X-Files : Stoner (saison 3 , épisodes La Guerre des coprophages et Les Dents du lac)
- 1997 : Classe Croisière (Breaker High) : Jimmy Farrell (rôle principal - 44 épisodes)
- 2000 : Action Man : Brandon Caine (voix - 8 épisodes)
- 2000-2001 : Dark Angel : Cyril (pilote + saison 2, épisode 4)
- 2001 : Temps mort : Scotty Sallback (rôle principal - 13 épisodes)
- 2002 : That Was Then : Donnie Pinkus (7 épisodes)
- 2003 : Jake 2.0 : Seymour Lafortunata (2 épisodes)
- 2005 : Invasion : Dave Groves (rôle principal - 22 épisodes)
- 2006 : Boston Justice : Jonathan Winant (5 épisodes)
- 2007-2009 : Le Diable et moi : Bert "Sock" Wysocki (rôle principal - 31 épisodes)
- 2010 : Sons of Tucson : Ron Snuffkin (rôle principal - 13 épisodes)
- 2011 : Mad Love : Larry Munsch (rôle principal - 13 épisodes)
- 2012-2013 : Animal Practice : Dr Doug Jackson (rôle principal - 9 épisodes)
- 2014-2016 : RIP : Fauchés et sans repos (Deadbeat) : Kevin Pacalioglu (rôle principal - 34 épisodes)
- 2016 : X-Files : Stoner (saison 10, épisode Rencontre d'un drôle de type)
- 2016-2018 : Voltron, le défenseur légendaire : Hunk (voix - 72 épisodes)
- 2017 : Dirk Gently, détective holistique : Sherlock Hobbs (7 épisodes)
- 2018 : Philadelphia : Shawn Dumont (saison 13, épisode 5)
- 2018 : StartUp : Martin Saginaw (saison 3 - 6 épisodes)
- 2018-2023 : New Amsterdam : Dr Iggy Frome (rôle principal)